# Colocleora basilaria
Colocleora basilaria là một loài bướm đêm trong họ Geometridae.